# Traité de Allahabad

Le traité d'Allahabad a été signé le 16 août 1765 entre l'empereur moghol Shah Alam II, fils du défunt empereur Alamgir II, et Robert Clive, de la Compagnie britannique des Indes orientales, à la suite de la bataille de Buxar du 22 octobre 1764. Le traité a été rédigé à la main par I'tisam-ud-Din, un scribe musulman bengali et diplomate de l'Empire moghol.

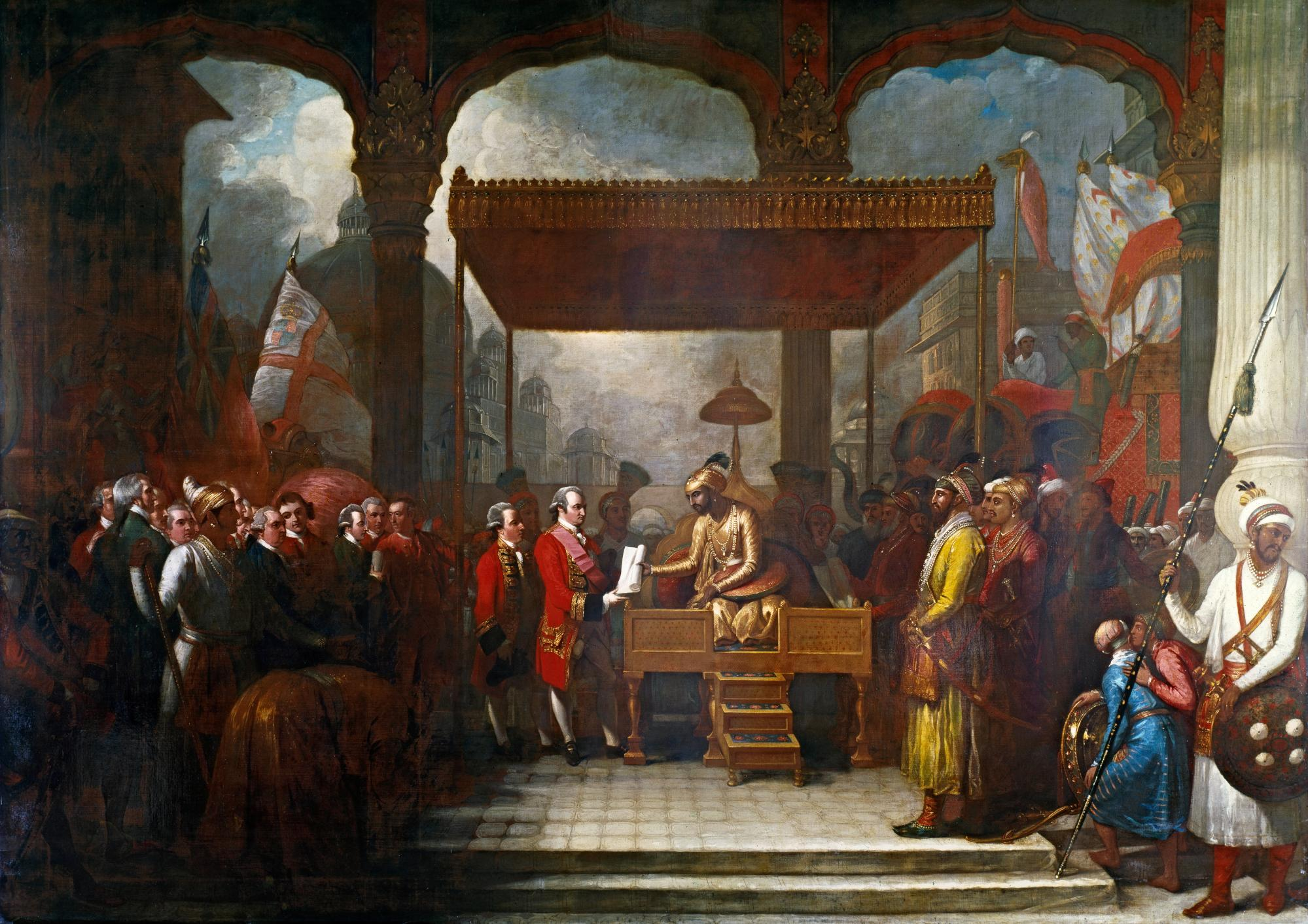
L'empereur moghol Shah Alam remet à Robert Clive le traité d'Allahabad, qui transfère à la Compagnie des Indes orientales les droits de perception de l'impôt dans le Bengale Subah, août 1765.

Ce traité marque l'engagement politique et constitutionnel des Britanniques en Inde. Selon les termes de l'accord, Alam accorde à la Compagnie des Indes orientales les droits de Diwani, c'est-à-dire le droit de collecter des impôts au nom de l'empereur dans les provinces orientales du Bengale, du Bihar et de l'Orissa. En retour, la Compagnie payait un tribut annuel de vingt-six lakhs de roupies tout en obtenant pour Shah Alam II les districts de Kora et d'Allahabad. L'argent du tribut payé à l'empereur était destiné à l'entretien de la cour de l'empereur à Allahabad. L'accord stipulait également que Shah Alam serait rétabli dans la province de Varanasi tant qu'il continuerait à verser un certain montant de revenus à la compagnie. Awadh est rendu à Shuja-ud-Daula, mais Allahabad et Kora lui sont retirés. Le nawab d'Awadh Shuja ud Daulah dut également payer cinquante lakhs de roupies à titre d'indemnité de guerre à la Compagnie des Indes orientales.
En outre, les deux parties ont signé une alliance par laquelle la compagnie s'engageait à soutenir le Nawab contre les attaques extérieures à condition qu'il paie les services des troupes envoyées à son secours. Cette alliance rendait le Nawab dépendant de la compagnie. Ce fut un tournant dans l'histoire de l'Inde.